# Марк Атилий Регул (претор)
Марк Атилий Регул (лат. Marcus Atilius Regulus; умер после 210 года до н. э.) — римский военачальник и политический деятель из плебейского рода Атилиев, претор 213 года до н. э. Участник Второй пунической войны.

## Биография
Тит Ливий упоминает некоего Марка Атилия в числе преторов 213 года до н. э. Предположительно он имеет в виду именно Регула. Этот нобиль стал городским претором (praetor urbanus), но параллельно выполнял обязанности претора по делам иностранцев (praetor peregrinus) Марка Эмилия, который был занят в действующей армии. В этом качестве Марк Атилий боролся с чужеземными религиозными культами, проникшими в Рим.
В 211 году до н. э. (на этот раз источники указывают полное имя) Регул был легатом в полевой армии и участвовал в осаде и взятии Капуи. В 210 году до н. э. Марк Атилий снова был в Риме и держал в сенате речь о судьбе жителей Кампании. Вскоре после этого он отправился в составе посольства в Египет.